# Кройтор, Ольга Игоревна
Оля Кройтор (полное имя — Ольга Игоревна Кройтор; род. 21 апреля 1986, Москва) — российская современная художница.

## Биография
В 2008 году окончила Московский педагогический государственный университет (художественно-графический факультет), в 2009 году — Институт проблем современного искусства.
В 2008—2009 годах училась в «Свободных мастерских».

## Выставки
- 2016 — «Исключая равновесие» (Государственный музей искусств Казахстана им. А.Кастеева, Алматы, Казахстан)[2]
- 2016 — «Координаты исчезновения» (ArtWin Gallery, Москва, Россия)
- 2015 — «По другую сторону» (Kicik Qalart, Баку, Азербайджан) 2015
- 2015 — «Время, которое существует» (ЦСИ «Заря», Владивосток, Россия) 2015
- 2015 — «8 ситуаций» (ArtWin Gallery, Москва, Россия) 2015
- 2014 — «Лишние» (Галерея «Комната», Москва, Россия) 2014
- 2011 — «ЧтоНичто» (Московский музей современного искусства, Москва, Россия) 2011
- 2011 — «Раздвоение личности» (Regina Gallery, Москва, Россия) 2011

## Награды и номинации
- 2017 — Номинантка премии Кандинского в номинации «Проект года» 2017
- 2017 — Победительница грантовой программы Музея современного искусства «Гараж» для художников, работающих в сфере актуального искусства
- 2016 — Финалистка конкурса Фонда стипендий памяти Иосифа Бродского, в номинации «Визуальное искусство» 2016
- 2016 — Победительница грантовой программы Музея Современного Искусства «Гараж» для художников, работающих в сфере актуального искусства
- 2015 — Лауреатка Премии Кандинского 2015 года в номинации «Молодой художник. Проект года» за перфоманс «Точка опоры».
- 2014 — Шорт-лист премии Курехина: «Искусство в общественном пространстве»
- 2012 — Номинантка премии Кандинского в категории «Молодой художник»
- 2012 — Номинантка Strabag Art Award, Вена, Австрия

## Резиденции
- 2015 — Центр Современного Искусства «Заря», Владивосток, Россия[3]